# زیردریایی یو-۳۸۶
زیردریایی یو-۳۸۶ (به انگلیسی: German submarine U-386) یک زیردریایی بود که طول آن ۶۷٫۱ متر (۲۲۰ فوت ۲ اینچ) بود. این زیردریایی در سال ۱۹۴۲ ساخته شد.